# Rubin Phillip
Rubin Phillip (* 1948) ist ein südafrikanischer anglikanischer Geistlicher. Von 1999 bis 2015 amtierte er als Bischof von Natal in der Anglican Church of Southern Africa.

## Leben
Als Urenkel von Schuldknechten aus Andhra Pradesh ist Phillip der erste Nicht-Weiße, der das Bischofsamt in Kwazulu-Natal innehat. Er wuchs in einem nicht-religiösen Haushalt in Calirwood auf, einem Vorort von Durban mit einer hohen Konzentration an Menschen indischer Abstammung. Er bekehrte sich zum Christentum und studierte Theologie. Während der Studienzeit engagierte er sich in der South African Students’ Organisation und war zeitweise der Stellvertreter von deren Präsident Steve Biko. Wegen seines Einsatzes gegen die Apartheid stand er drei Jahre lang unter Hausarrest.
Phillip wurde 1971 zum Diakon und 1972 zum Priester geweiht. 1995 wurde er von Desmond Tutu zum Bischof geweiht. Im Februar 2000 wurde als Diözesanbischof von Natal eingeführt. Hier setzte er sich besonders für die Bewohner Armenviertel von Durban ein. Er ist Vorsitzender des Southern African Liaison Office, einer Organisation zur Förderung der Bürgerrechte und des politischen Dialogs. 2008 beantragte Phillip erfolgreich einen Gerichtsbeschluss, der Munitionslieferungen an Simbabwe über südafrikanisches Territorium verhinderte. 2012 wurde er zum Dean der Anglican Church of Southern Africa gewählt. 2015 trat er in den Ruhestand; sein Nachfolger wurde Dino Gabriel.
Phillip ist verheiratet und hat seinen Sohn.

## Ehrungen
2009 erhielt Phillip den Bremer Friedenspreis, 2010 den Diakonia Award for devoted service to human rights, justice and democracy des Diakonia Council of Churches.

## Verweise
1. ↑  http://www.tribuneindia.com/2000/20000223/world.htm#5
2. ↑  Karl-Ludwig Günsche, Kapstadt: Simbabwe: Deutsche Förderbank will Mugabes Waffenschiff an die Kette legen. In: Spiegel Online. 21. April 2008, abgerufen am 10. Juni 2018.
3. ↑  http://anisa.org.za/news/20100823/bishop_rubin_phillip_awarded_diakonia_award

| Personendaten    | Personendaten                                                                                         |
| ---------------- | --- |
| NAME             | Phillip, Rubin                                                                                        |
| KURZBESCHREIBUNG | anglikanischer Geistlicher und ehemaliger Bischof von Natal in der Anglican Church of Southern Africa |
| GEBURTSDATUM     | 1948                                                                                                  |